# Universidade do Bósforo
A Universidade do Bósforo (em turco:  Boğaziçi Üniversitesi) é uma grande universidade pública estadual na Turquia. Fundada em 1863, e nomeada em homenagem a Christopher Robert, seu fundador, a universidade é a mais antiga instituição de ensino superior americano fora dos Estados Unidos.